# Surab Gezadse
Surab Gezadse (georgisch ზურაბ გეწაძე; * 6. Februar 1971 in Tiflis) ist ein georgischer Regisseur, Schauspieler und Manager des Tumanischwili-Theaters in Tiflis.

## Biographie
Surab Gezadse studierte von 1988 bis 1992 unter Micheil Tumanischwili Schauspiel an der Schota-Rustaweli-Universität für Theater und Film. Nach Abschluss seines Studiums wurde er als Schauspieler an Tumanischwilis Theater angestellt, dessen künstlerischem Beirat er seit 2005 angehört. Von 2008 bis 2010 absolvierte er eine Regieausbildung in der Meisterklasse von Robert Sturua. Seit 2009 steht er dem Tumanischwili-Theater als Geschäftsführer vor.
Im Jahr 2000 gehörte Gezadse zu den Gründern des Künstlerkollektivs Caucasian Theatre Laboratory, dessen Geschäftsführer er zeitweilig war. Neben seiner Schauspieltätigkeit war er von 2005 bis 2007 PR-Manager einer Goldschmiedewerkstatt. Neben seiner Bühnenarbeit als Schauspieler oder Regisseur organisiert Gezadse Lesungen und Konzerte. Weiters betätigte er sich als Fernsehmoderator und trat in mehreren Filmen auf.

## Bühnenarbeit

### Bühnenrollen
- Luigi Pirandello – Sechs Personen suchen einen Autor; Rolle: Der Direktor (Regie: G. Margvelashvili)
- Akutagawa Ryūnosuke – Das Leben eines Narren; Rolle: Shinzo (Regie: D. Doiashvili)
- Dawit Kldiaschwili – Bakula's Pigs; Rolle: ein Mann (Regie: M. Tumanishvili)
- William Shakespeare – Ein Sommernachtstraum; Rolle: Pilostrat (Regie: M. Tumanishvili)
- Federico Garcia Lorca – Mariana Pineda; Rolle: Fernando (Regie: G. Sikharulidze)
- Leo Tolstoi – Anna Karenina; Rolle: Ljewin (Regie: G. Sikharulidze)
- Eduardo De Filippo – Millionenstadt Neapel; Rolle: Pepe (Regie: Nugzar Bagrationi)
- Heiner Müller – Medeamaterial; Rolle: Jason (Regie: M. Marmarinos)
- Jean Baptiste Moliere – Tartuffe; Rolle: Cléante (Regie: D. Sakvarelidze)
- John Millington Synge – Der Held der westlichen Welt; Rolle: Philly Cullan (Regie: Z. Getsadze)
- Guram Dotschanaschwili – Haraleti, Haraleti; Rolle: Titiko (Regie: N. Bagrationi-Gruzinsky)
- Samuel Beckett – Warten auf Godot; Rolle: Pozzo (Regie: G. Abkhazava)

### Regie
- John Millington Synge – Der Held der westlichen Welt (Tumanischwili-Theater 2004)
- Sarah Kane – 4.48 Psychose (Lesung, Rustaweli-Theater 2008)
- Lascha Bugadse – 7 S.P. (Tumanischwili-Theater 2010)
- Sławomir Mrożek – Die Polizei (Tumanischwili-Theater 2013)
- William Shakespeare – König Lear (Tumanischwili-Theater 2016)
- Basa Janikashvili – Before We Got to Know Each Other (ITI Georgian Centre 2018)
- Basa Janikashvili – An Absurd Night in a Georgian Hotel (Hotel Ambassador Tiflis 2018)
- Heiner Müller – Hamletmachine (Tumanischwili-Theater 2021)